# Lengröden
Lengröden ist ein Ortsteil von Krauthausen im Wartburgkreis in Thüringen.

## Lage
Lengröden liegt etwa einen Kilometer nordwestlich von Krauthausen und 10 km  von Eisenach entfernt in einer Senke, unmittelbar an der Bundesstraße 7 im Abschnitt Eisenach-Creuzburg. Durch die Siedlung fließt die  Madel, ein Gewässer II. Ordnung. Die geographische Höhe des Ortes beträgt 218 m ü. NN.

## Geschichte
1461 wurde Lengröden erstmals urkundlich erwähnt. Das ehemalige Rittergut war unter anderem im Besitz derer von Buttlar, deren Familienwappen noch heute auf einem Stein des Hauptgebäudes zu erkennen ist. Lengröden gehörte jedoch über Jahrhunderte zum Besitz derer von Nesselröden, zeitweise auch derer von Uslar (heute: Uslar-Gleichen) und vom 17. bis 18. Jahrhundert zur Hälfte auch den "Burggrafen von Kirchberg". Lengrödens Geschichte war immer eng mit Krauthausen verknüpft. Der Ort gehörte wie dieses zum Amt Creuzburg im Herzogtum Sachsen-Eisenach bzw. Sachsen-Weimar-Eisenach.
Während und nach dem Zweiten Weltkrieg gehörte das Gut Lengröden zunächst zum Immobilienbesitz der Stadt Eisenach, die von Karl Hermann geleitete Stadtverwaltung nutzte es für die Unterbringung von Flüchtlingen und Heimatvertriebenen. Es kam zeitgleich zur politisch motivierten Enteignung der Vorbesitzer. In den Wirren der Nachkriegszeit war das Anwesen mehrfach Ziel von Sabotageakten, dabei wurde auch das an der Straße stehende Scheunengebäude ein Raub der Flammen, es kam auch zu Viehdiebstählen.
Mitte der 1950er Jahre wurde das im Zweiten Weltkrieg unbeschädigt gebliebene Gut im Zuge der Kollektivierung der Landwirtschaft in der DDR einer Creuzburger LPG zugeteilt und durch diese abgewirtschaftet. Die verfallenen Gebäude des Gutshofes beherbergen heute Wohnungen und einen Antiquitätenhandel.
Gegenüber dem Gutshof befand sich noch in den 1960er Jahren die Untermühle, heute stehen dort zwei Wohnhäuser an der Madel.
Die ehemals an der Madel befindliche Natursteinbrücke wurde um 1985 beim Begradigen und Ausbau der Bundesstraße 7 abgebrochen. Die aus gelbem Sandstein gefertigte Brücke wurde vermutlich vom
Landbaumeister Gottfried Heinrich Krohne errichtet, da er von 1741 bis 1748 häufig in herzoglichem Auftrag in Creuzburg tätig war und dort auch die beschädigte Werrabrücke mit der Liboriuskapelle zu sanieren hatte.
Der alte Baumbestand östlich vor dem Hauptgebäude erinnert an den hier befindlichen Park. Etwa 500 m östlich des Gutes befand sich am Rand des Lengröder Holzes über dem Molkengraben das Buttlarsche Erbbegräbnis der Gutsherren, von dem heute nur noch spärliche Reste erkennbar sind.

## Söhne und Töchter des Ortes
- Wilhelm Treusch von Buttlar-Brandenfels († 1889), preußischer Generalmajor